# Гено Грошов
Гено Стефанов Грошов, наричан Гено Гроша, е български революционер в Четата на Таньо войвода през 1876 година.

## Биография
Гено Грошов е роден в Градец, но се преселва със семейството на баща си в Котел. С двама братя скотовъдци и земеделци, самият Гено е буен и непокорен и скоро бяга в Румъния. През пролетта на 1873 г. той влиза в четата на Йордан Стоянов и Стоян Велков Софийски, която е разбита при Зимевица, Искрецко. Оцелял след това сражение, Гено отново бяга в Румъния. През зимата на 1875 – 76 е в Болград, откъдето е препратен в Турну Мъгуреле и влиза в четата на Таньо войвода. С четата Гено Грошов остава до 26 май 1876, когато е убит при прегазването на Черни Лом между селата Султан кьой и Аязлар недалеч от Попово..